# Microlipophrys adriaticus
Espèce
Répartition géographique
Statut de conservation UICN

 LC  : Préoccupation mineure
Microlipophrys adriaticus est un poisson de la famille des Blenniidae. Il est présent dans la mer Méditerranée, la mer Adriatique et la mer Égée.